# Mitracamenta lineella
Mitracamenta lineella är en skalbaggsart som beskrevs av Brenske 1903. Mitracamenta lineella ingår i släktet Mitracamenta och familjen Melolonthidae. Inga underarter finns listade i Catalogue of Life.